# 博爾希 (科托夫斯克區)
47°49′56″N 29°29′11″E / 47.83222°N 29.48639°E
博爾希是位於烏克蘭西南部的村莊，由敖德萨州波季利斯克区的庫亞利尼克市鎮負責管轄。該村始建於1750年，面積1.52平方公里，海拔高度254米，2001年人口1,724，人口密度每平方公里1,134.21人。